# Убивство Марата
«Убивство Марата» або «Шарлота Корде» — історична картина французького художника Поля Бодрі, представника стилю академізм. Зберігається в Нантському музею образотворчого мистецтва.
Серед відомих замов Поля Бодрі — декоративний живопис для інтер'єру фоє Паризької Опери. Замовником став імператор Наполеон ІІІ, що забезпечило художнику 10 добре проплачених років роботи.
Художник в свою чергу підтримав офіційний культ убивці Марата — Шарлоти Корде, який діяльно підтримував двір і імператор Наполеон ІІІ.
Митець звернувся до історичної події і створив полотно, що надало ореол героїчності французькій жінці з дворян, котра самотужки стратила палкого ідеолога терору і страт — журналіста Марата. Дівчина сплатила за вчинок власним життям, бо її було теж страчено.
Поль Бодрі старанно вивчив картину свого попередника Жак-Луї Давіда і використав її як історичний документ. Звідси ванна, в якій лежав хворий ідеолог терору, конторка з дерева, яку той використовував для листування, зелена драперія, відома ще за картиною Давіда. Але сцена убивства подана з іншого ракурсу, а митець — стоїть абсолютно на протилежних політичних позиціях, ніж Давід. Якщо той звеличував Марата і робив з нього мученика революції, то Поль Бодрі звеличує дівчину-убивцю, що скоїла страту діяча, прихильника масових убивств заради припинення революційного насилля. Митець став на бік обскурантів, що почали тривалий процес перетворення діячів французької революції на демонів зла, хоча насправді таких було мало
Полотно Бодрі «Убивство Марата» мимоволі стало антитезою та запереченням уславленого полотна Смерть Марата, що створив художник Жак-Луї Давід в часи французької революції 1789—1793 рр.  
Імперія діяльно підтримала авторитет митця, зробивши його найпопулярнішою фігурою офіційного визнаного мистецтва.